# Viacheslav Strajov
Viacheslav Strajov (Unión Soviética, 13 de enero de 1950) es un clavadista o saltador de trampolín soviético especializado en el trampolín de 3 metros, donde consiguió ser medallista de bronce mundial en 1975.

## Carrera deportiva
En el Campeonato Mundial de Natación de 1975 celebrado en Cali (Colombia), ganó la medalla de bronce en el trampolín de 3 metros, con una puntuación de 577 puntos, tras el estadounidense Phil Boggs (oro con 597 puntos) y el italiano Klaus Dibiasi (plata con 588 puntos).